# Banco Ambrosiano Veneto
Il Banco Ambrosiano Veneto (in sigla B.A.V. ed in forma ridotta Ambroveneto) è stata una banca italiana con sede a Milano e a Vicenza.

## Storia
Il Banco Ambrosiano Veneto nacque il 31 dicembre 1989 dalla fusione tra il Nuovo Banco Ambrosiano e la Banca Cattolica del Veneto, istituti attivi principalmente nell'Italia settentrionale. La fusione (che dava compimento a una joint venture già avviata, con la creazione del marchio Gruppo Ambrosiano) favorì una perfetta integrazione delle reti commerciali delle due banche, dal momento che la BCV era presente nel Triveneto con circa 220 filiali, mentre NBA era attivo in Lombardia, Piemonte e Liguria con circa 120 filiali.
Sotto la presidenza di Giovanni Bazoli, i primi anni di vita furono contraddistinti da una forte espansione, specie nell'Italia meridionale: il nuovo istituto assorbì prima la Banca Vallone di Galatina (LE) nel 1991, poi la Citibank Italia di Napoli nel 1992, che già dal 1991 era diventata Banco Ambrosiano Veneto Sud, e la Sobasi (Società di Banche Siciliane) nel 1994. Nello stesso anno incorporò la piccola Banca Massicana di Sessa Aurunca (CE). A nord, oltre alla continua apertura di nuove filiali con il proprio marchio, il B.A.V. assunse il controllo della Banca di Trento e Bolzano (Bank für Trient und Bozen).
Il processo di razionalizzazione ed accorpamento dell'intero settore bancario italiano degli anni '90 portò il B.A.V. al controllo di due importanti istituti "storici" milanesi, la Cassa di Risparmio delle Provincie Lombarde (Cariplo) nel 1998 e la Banca Commerciale Italiana (Comit) nel 2001.
Nacque quindi il Gruppo Intesa, in cui la nuova Banca Intesa, istituto di ridotte dimensioni e sempre presieduta da Giovanni Bazoli, "federava" attorno a sé AmbroVeneto, Cariplo e Comit, fungendo da capogruppo.
Nel 2003 tutte e tre queste banche confluirono definitivamente in Banca Intesa, che diventò così una delle più grandi realtà creditizie italiane fino al 2007, anno in cui la confluenza con Sanpaolo IMI darà origine a Intesa Sanpaolo.

## Fonti
- Emanuele Invernizzi e Francesco Spaccarotella, La fusione come occasione di innovazione organizzativa e culturale: il caso Banco Ambroveneto, in Federico Butera e Emanuele Invernizzi (a cura di), Il manager a più dimensioni. Progettare e gestire i processi dell'impresa informatizzata, Milano, Franco Angeli, 1993, pp. 245-275;
- Roberto Borsato, Il caso Banco Ambrosiano Veneto, in Paolo Mottura, Daniele Previati, Paola Schweizer, Roberto Borsato e Francesco Saita, Diversificazione e organizzazione dei gruppi creditizi. Teoria e casi, Milano, Egea - Edizioni giuridiche economiche aziendali dell'Università Bocconi e Giuffrè Editori, 1996, pp. 283-324.